# Liste des voies de Nevers
Cet article recense de manière non exhaustive les rues et places situées à Nevers, en France.

## Rues et places de Nevers
Nevers a su garder son quartier ancien, et aménager la circulation et les espaces verts, pour faire de Nevers un excellent lieu de promenade et de découverte

### Rue des Ouches
La rue des Ouches contient d'anciens remparts et de vieux murs inscrits à la liste des monuments historiques,,.

Rue des Ouches
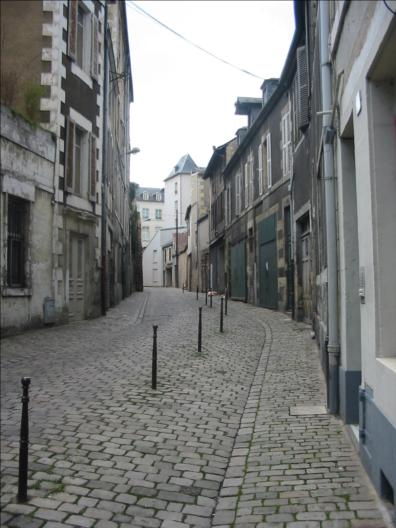

### Place de la République
Face au palais ducal, c’est l’ancienne place ducale, bordée de maisons du XVIIe siècle.
Ses différents noms : place de la Fédération puis place de la Révolution (1789), place de la Constitution (1791), place du Marché au blé (1792), place Brutus (1793), place Marengo (1799). Sous l'Empire, place Ducale. Place de la République (1848), de nouveau place Ducale (1852), de nouveau place de la République (depuis 1883).
Décidée en 1607 par le duc Charles de Gonzague pour agrémenter la ville d'un vaste espace public central qui lui faisait alors défaut, cette place, dessinée par l'architecte Clément Métezeau, organise un volume géométrique vers la Loire devant le palais ducal. Les immeubles qui la bordent ont perdu leurs arcades en rez-de-chaussée et leurs doubles pignons à redents mais esquissent encore la perspective linéaire qui caractérisait leur alignement malgré la légère déclivité du sol. Le projet d'escalier monumental vers la Loire, présenté sur la vue dessinée en 1650 par Isaac Sylvestre, ne sera en fait réalisé qu'au début du XXe siècle sous la forme paysagée actuelle.

Place de la République
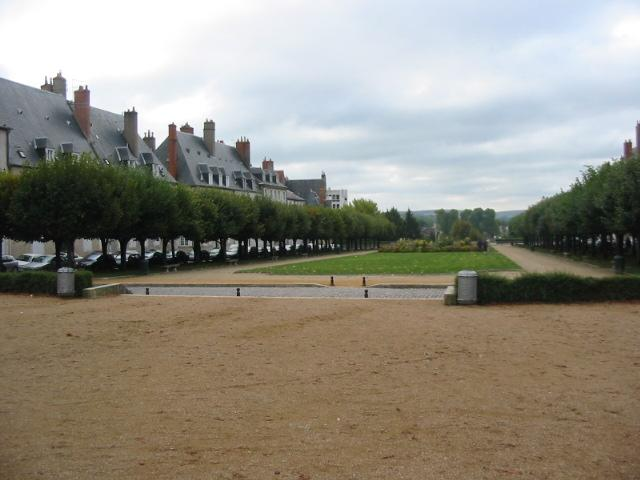
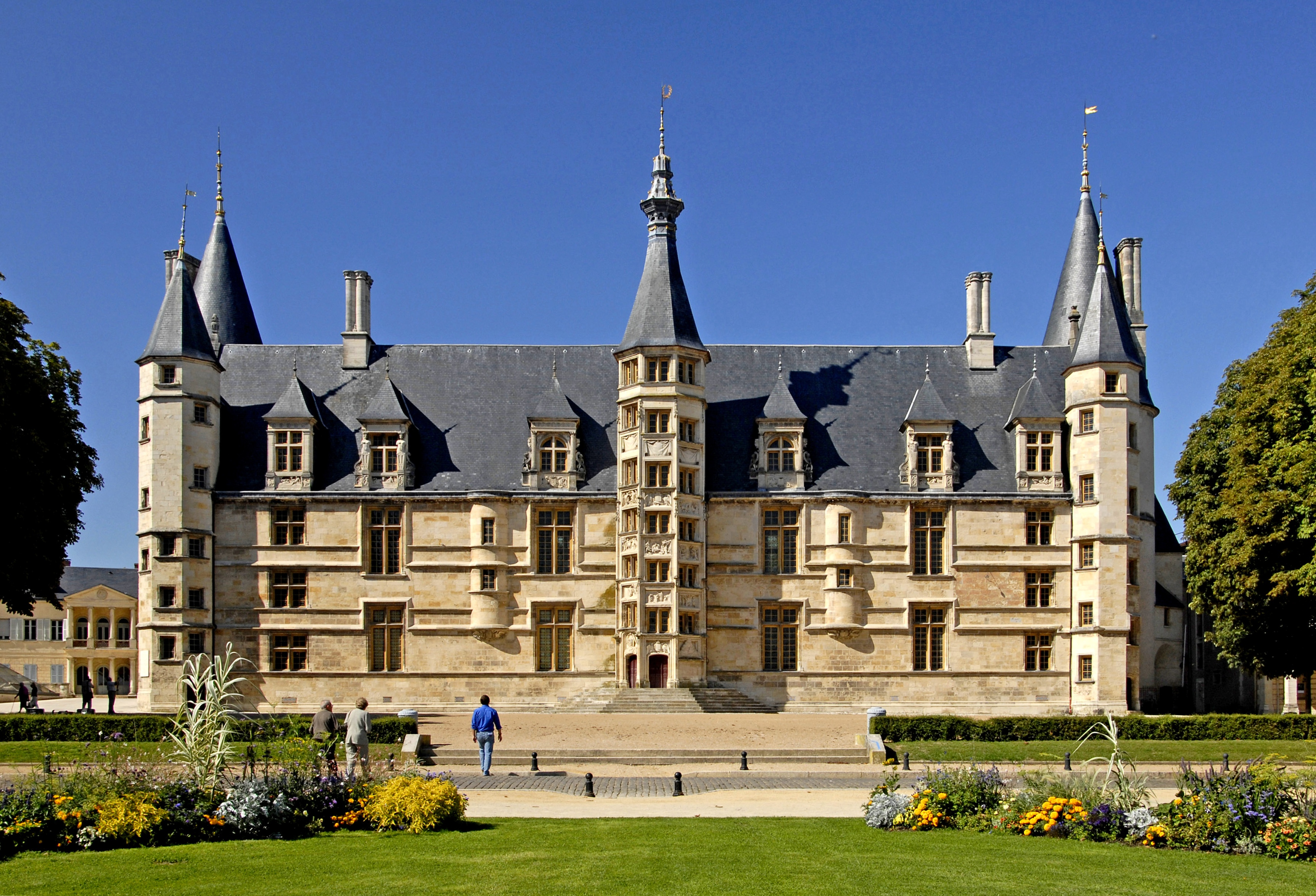

### Rue Casse-Cou
Une rue pittoresque de Nevers, témoin du parcellaire médiéval et de la morphologie particulière de Nevers. À voir le dénivelé de ces escaliers, la rue porte finalement bien son nom !

Rue Casse-Cou
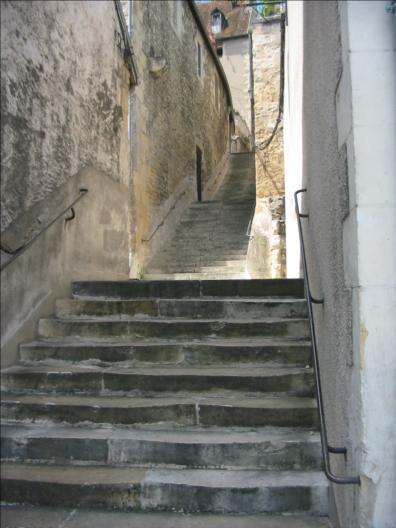
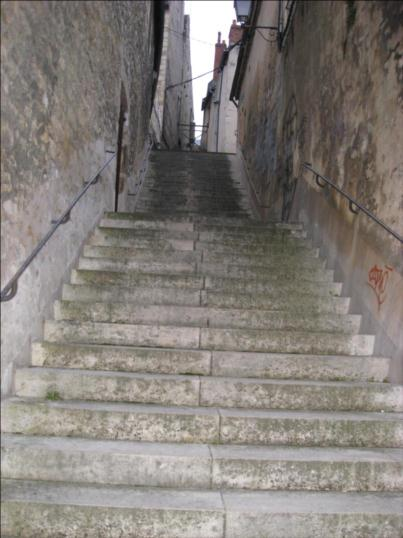
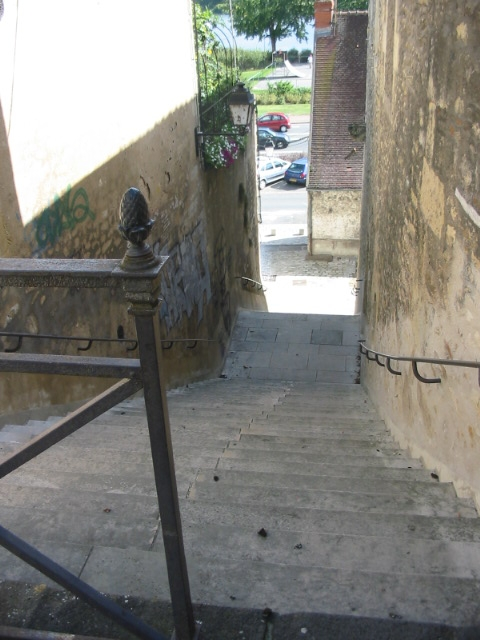

### Rue des Ratoires
Superbe rue ancienne à pavés, la rue des Ratoires fait partie des ruelles de contournement des anciens remparts de la ville.

### L'ancien square de la Résistance
Le square de la Résistance est devenu, après des travaux en 2011, une grande place piétonnière, idéale pour recevoir des expositions et marchés. Avant cela c'était un petit parc.

Ancien square de la Résistance
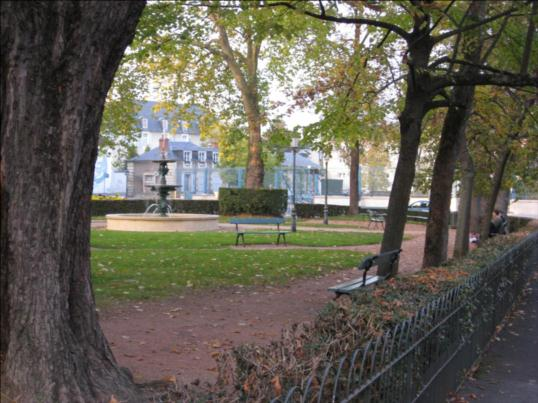
Avant 2011

### Square Jean-Baptiste-Thévenard
Face à la Poste, entre l'avenue Pierre-Bérégovoy et la rue Saint-Martin, s'intègre un petit coin de verdure.

Square Jean-Baptiste-Thévenard
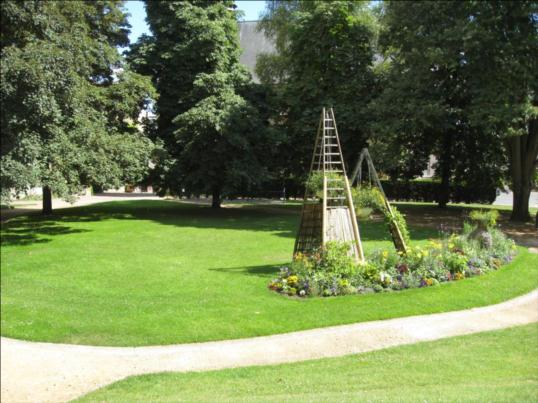

### Square Jongkind
Ce square porte le nom du peintre Johan Barthold Jongkind (1819-1891) qui effectua plusieurs séjours à Nevers, pour y peindre une vue globale de la ville depuis la Loire ainsi que plusieurs monuments et rues.
Jusqu'en 1999, un Wellingtonia gigantea, arbre de la famille des séquoias, occupait ce site. Extraordinaire dans le paysage de Nevers, il fut planté en 1866 pour accompagner avec son square le percement de ce quartier en 1865. Ce percement achevait la traversée de la ville par un axe nord-sud prolongeant la route impériale n°7 depuis la porte de Paris et aboutissant au pont de Loire par les quais. Ce square porte depuis 1991 le nom du peintre hollandais Johan-Barthold Jongkind qui a effectué des séjours à Nevers entre 1861 et 1882. Originaire de Latrop, dans la région de Rotterdam, il est né le 3 juin 1819. Il s'installe à Paris et participe au Salon des Refusés en 1863. Il découvre le Nivernais et pendant plus d'une vingtaine d'années il fréquente ponctuellement la région. À Nevers, sa présence reste attachée à l'hôtel Saint-Louis où il résida et où l'on conserve toujours son souvenir.

Square Jongkind
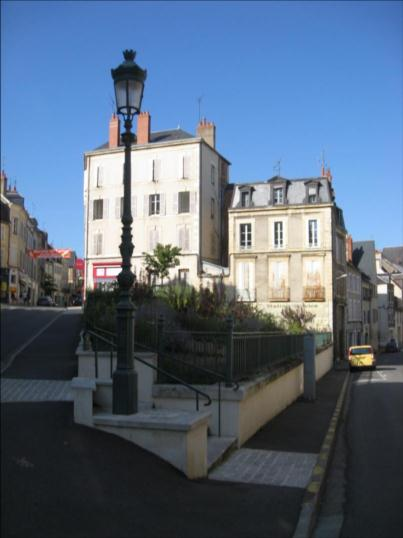
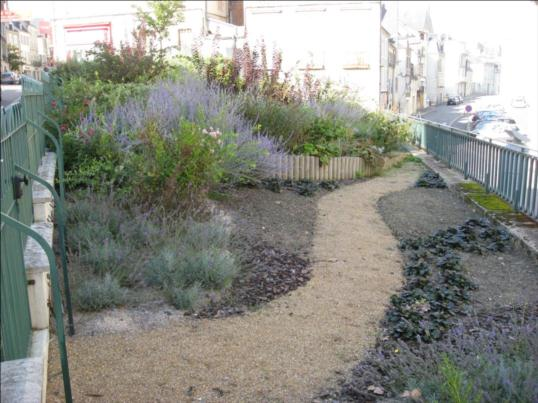
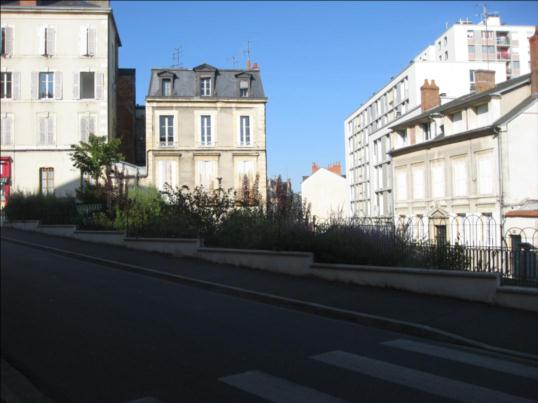

### Rue Grelu
Cette rue typique du vieux Nevers relie le quai des Mariniers à la rue Saint-Genest. Elle fait face à la Loire.

Rue Grelu
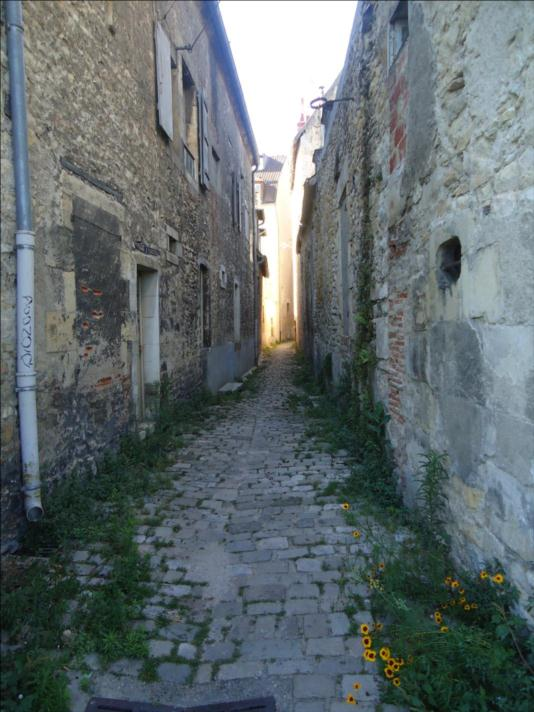